# ثوران هاوايي

ثوران هاواي: 1: عمود الرماد، 2: نافورة الحمم، 3: فوهة البركان، 4: بحيرة الحمم، 5: الداخنات، 6: تدفق الحمم، 7 طبقات لحمم والرماد، 8: الطبقة الأرضية، 9: الجيب البركاني، 10: قناة الصهارة، 11: غرفة الحمم، 12: السد

ثوران هاواي عبارة عن نوع من أنواع الثوران البركاني حيث تتدفق الحمم من فتحة بطريقة هادئة ومنخفضة المستوى، وقد أطلق عليه هذا الاسم لأنه سمة مميزة لبراكين هاواي. وبشكل نموذجي، هذه الثورات هي ثورات انبجاسية، حيث تتواجد الصهارة ذات درجة اللزوجة المنخفضة والمحتويات الغازية المنخفضة بالإضافة إلى درجات الحرارة العالية عند الفتحة. ويتم إنتاج قدر قليل للغاية من الرماد البركاني. وغالبًا ما يقع هذا النوع من الثوران في براكين النقاط الساخنة مثل كيلاويا، رغم أنه يمكن أن يحدث بالقرب من مناطق الاندساس (أي بركان بحيرة ميديسن في كاليفورنيا، بالولايات المتحدة) ومناطق الصدوع. وهناك مثال آخر لثورات هاواي حدث في سرتسي في الفترة بين 1964 وحتى 1967، عندما تدفقت الحمم المنصهرة من فوهة البركان إلى البحر.
ويمكن أن تحدث ثورات هاواي مع البراكين التصدعية، كما هو الحال أثناء ثورة بركان ماونا لوا في عام 1950، أو في الفتحة المركزية، مثل ثورة فوهة بركان كيلاويا ليكي أثناء عام 1959، والتي أدت إلى عمل نافورة حمم بارتفاع 580 مترًا (1.900 قدم) وكونت مخروطًا بطول 38 مترًا أطلق عليه اسم بوا بوايʻʻ. وفي الثورات من نوع البراكين التصدعية، تندفع الحمم من صدع في منطقة صدع البركان، وتغذي تدفقات الحمم التي تتدفق لأسفل المنحدر. وفي ثورات الفتحات المركزية، يمكن أن تندفع نافورة الحمم إلى ارتفاع يصل إلى 300 متر أو أكثر (تم تسجيل ارتفاعات تصل إلى 1600 متر في ثورة بركان جبل ميهارا في إيزو أوشيما، باليابان عام 1986).
وغالبًا ما تبدأ ثورات هاواي بتكوين صدع في الأرضية تظهر من خلاله ستارة حمم متوهجة أو عدة نافورات حمم قريبة من بعضها. ويمكن أن تتدفق الحمم من الصدع من نمط تدفق آه أو باهوإيهو للتدفقات. وعندما يتأخر مثل هذا الثوران من مخروط مركزي، يمكن أن يشكل بركانًا درعيًا منحدرًا بشكل قليل، على سبيل المثال ماونا لوا أو سيالدبريور في آيسلندا.

## علم الصخور لبازلت هاواي
العوامل الرئيسية لخلق ثورات هاواي هي الحمم البازلتية ونسبة مئوية منخفضة من المياه المتحللة (أقل من واحد في المائة). وكلما قل المحتوى من المياه، زادت نسبة سلمية التدفق الناجم. وتقريبًا تكون كل الحمم التي تخرج من براكين هاواي مكونة من البازلت. وبازلت هاواي الذي يكون أعلب الجزر هو بازلت ثوليتي. وهذه الصخور متشابهة ولكنها ليست متشابهة تمامًا مع تلك التي تنجم في القمم الجبلية البحرية. وقد ظهر البازلت الغني إلى حد ما بالصوديوم والبوتاسيوم (أكثر قلوية) في الثورات في بركان لويʻهي تحت سطح البحر في أقصى الطرف الجنوبي الشرقي للسلسلة البركانية، وهذه الصخور يمكن أن تكون شكلاً نموذجيًا للمراحل المبكرة في «تطور» كل جزر هاواي. وفي المراحل المتأخرة لثورات البراكين المفردة، ظهر كذلك المزيد من البازلت القلوي في الثورات، وفي المراحل المتأخرة للغاية بعد فترة الثورات، تم إنتاج صخور ذات تكوين غير معتاد مثل النيفيلينيت بمقادير صغيرة للغاية. وقد تم بدء تقصي المعلومات حول هذه التنوعات في تكوين الحمم بدقة أكبر، من أجل محاولة فهم كيفية عمل سحابة الدثار، بالإضافة إلى أمور أخرى.

## السلامة
تعد ثورات هاواي في الغالب أكثر جاذبية للسياح وهي الأكثر أمنًا لأن خطوة الرماد تكون في أدنى مستوياتها. ومع ذلك، لا تكون ثورات هاواي في الغالب آمنة.
في عام 1790، قتل 80 محاربًا كانوا يسيرون في مسيرة في ثورة بركانية. وفي الثامن عشر من مايو، 1924، أصيب محاسب زراعي اسمه ترومان تايلور كان يشاهد كيلاويا كالديرا بالرواسب الناجمة عن الانفجار. ورغم نقله بسرعة إلى المستشفى، توفي تيلور متأثرًا بجراحه في وقت لاحق من نفس هذا اليوم.

## وصلات خارجية
- Hawaiian Volcano Observatory